# Campeonato do Mundo de Hóquei em Patins Masculino de 2013
O Campeonato do Mundo de Hóquei em Patins de 2013 ou Campeonato do Mundo FIRS de 2013 foi a 41ª edição desta prova e a primeira a ser realizada em África. O campeonato decorreu entre 20 e 28 de setembro de 2013.

## Sede
Luanda e Moçâmedes foram as cidades que receberam o torneio.

## Qualificação
Os países que disputaram o Campeonato do Mundo foram as primeiras treze equipas posicionadas no último Campeonato do Mundo, e os três primeiros classificados no último Campeonato do Mundo B. Os horários de jogos realizaram-se-se no fuso horário GMT.

## Fase de Grupos

### Grupo A
| Seleções | Pts | J | V | E | D | GM | GS | DG  |
| -------- | --- | - | - | - | - | -- | -- | --- |
| Espanha  | 9   | 3 | 3 | 0 | 0 | 25 | 4  | +21 |
| Brasil   | 6   | 3 | 2 | 0 | 1 | 16 | 7  | +9  |
| Suíça    | 3   | 3 | 1 | 0 | 2 | 5  | 13 | -8  |
| Áustria  | 0   | 3 | 0 | 0 | 3 | 0  | 22 | -22 |

| 22 Setembro 2013 | Brasil | 9-0 | Áustria | Pav. Luanda |
| 17:45            | 0-1 Cláudio Filho "Cacau" 1ªP 0-2 Jurandir da Silva "Didi" GP 1ªP 0-3 Cláudio Filho "Cacau" 1ªP 0-4 Jurandir da Silva "Didi" 1ªP 0-5 Cláudio Filho "Cacau" 1' 2ªP 0-6 Cláudio Filho "Cacau" LD 2' 2ªP 0-7 Jurandir da Silva "Didi" 8' 2ªP 0-8 Cláudio Filho "Cacau" 9' 2ªP 0-9 Diego Dias "Dieguinho" 18' 2ªP |     |         |             |

| 22 Setembro 2013 | Espanha | 9-1 | Suíça                            | Pav. Luanda |
| 19:30            | 1-0 Marc Gual 2' 1ªP 2-0 Josep "Jepi" Selva 7' 2ªP 3-0 Toni Perez 12' 2ªP 4-0 Toni Perez 16' 2ªP 5-0 Jordi Bargalló 17' 2ªP 6-0 Jordi Adroher 19' 2ºP 7-1 Jordi Adroher 22' 2ªP 8-1 Jordi Bargallo 23' 2ªP 9-1 Jordi Adroher 23' 2ªP |     | 1-6 Valerian von Daniken 21' 2ªP |             |

| 23 Setembro 2013 | Suiça                        | 2-4 | Brasil                                   | Pav. Luanda |
| 15:00            | 1-4 Kissling GP 2-4 Kissling |     | 0-1 Didi Gp 0-2 Cacau 0-3 Cacau 0-4 Didi |             |

| 23 Setembro 2013 | Áustria | 0-11 | Espanha                                                                       | Pav. Luanda |
| 16:45            |         |      | Jepi Selva (3) Perez (2) Gual (2) Gil (1) Bargallò (1) Torner (1) Barroso (1) |             |

| 24 Setembro 2013 | Suiça                                         | 2-0 | Áustria | Pav. Luanda |
| 17:45            | 1-0 Marzio Vanina 1ªP 2-0 Pascal Kissling 2ªP |     |         |             |

| 24 Setembro 2013 | Espanha | 5-3 | Brasil                                                                                                   | Pav. Luanda |
| 19:30            | 1-0 Marc Gual 3' 1ªP 2-2 Jordi Adroher GP 16' 1ªP 3-3 Pedro Gil 13' 2ªP 4-3 Pedro Gil 14' 2ªP 5-3 Pedro Gil 14' 2ªP |     | 1-1 Jurandir da Silva "Didi" GP 11' 2ªP 1-2 Cláudio Filho "Cacau" 14' 2ªP 2-3 Diego Dias "Dieguinho" 2ªP |             |

### Grupo B
| Seleções  | Pts | J | V | E | D | GM | GS | DG  |
| --------- | --- | - | - | - | - | -- | -- | --- |
| Argentina | 9   | 3 | 3 | 0 | 0 | 17 | 3  | +14 |
| França    | 6   | 3 | 2 | 0 | 1 | 15 | 3  | +12 |
| Alemanha  | 3   | 3 | 1 | 0 | 2 | 12 | 7  | +5  |
| Uruguai   | 0   | 3 | 0 | 0 | 3 | 1  | 32 | -31 |

| 22 Setembro 2013 | Alemanha | 10-1 | Uruguai                    | Pav. Namibe |
| 16:45            | 1-0 Felix Bender 4' 1ªP 2-0 Sérgio Pereira 4' 1ªP 3-0 Jorge Fonseca 6' 1ªP 4-0 Lucas Karschau 6' 1ªP 5-0 Yannick Peinke 10' 1ªP 6-0 ?????? 2ªP 7-0 Sérgio Pereira 9' 2ªP 8-1 Kai Milewski 13' 2ªP 9-1 ?????? PWP 4x3 18' 2ªP 10-1 Jonas Pink 19'21 2ªP |      | 7-1 Mateo Scarpita 10' 2ªP |             |

| 22 Setembro 2013 | França                | 1-3 | Argentina                                                                      | Pav. Namibe |
| 18:30            | 1-2 Wilfried Roux 2ªP |     | 0-1 Mario Rodriguez 1ªP 0-2 Carlos Nicolia 1ªP 1-3 Carlos "Carlitos" Lopez 2ªP |             |

| 23 Setembro 2013 | Argentina                           | 5-2 | Alemanha      | Pav. Namibe |
| 15:00            | E. Garcia (2) Lopez Gimenez Pascual |     | Peinke Paczia |             |

| 23 Setembro 2013 | Uruguai | 0-13 | França                                                                       | Pav. Namibe |
| 16:45            |         |      | Weber(3) Nedder(2) Roux(2) Cirilo Garcia(2) David(2) Le Roux (1) Morales (1) |             |

| 24 Setembro 2013 | França                | 1-0 | Alemanha | Pav. Namibe |
| 15:00            | 1-0 Anthony Weber 1ªP |     |          |             |

| 24 Setembro 2013 | Argentina | 8-0 | Uruguai | Pav. Namibe |
| 16:45            | 1-0 Mario Rodriguez 1ªP 2-0 Matías Pascual 1ªP 3-0 Matías Pascual 1ªP 4-0 Carlos "Carlitos" Lopez 2ªP 5-0 Dario Gimenez 2ªP 6-0 Matias Platero 2ªP 7-0 Emanuel Garcia 2ªP 8-0 Dario Gimenez 2ªP |     |         |             |

### Grupo C
| Seleções      | Pts | J | V | E | D | GM | GS | DG  |
| ------------- | --- | - | - | - | - | -- | -- | --- |
| Portugal      | 9   | 3 | 3 | 0 | 0 | 31 | 6  | +25 |
| Chile         | 6   | 3 | 2 | 0 | 1 | 16 | 9  | +7  |
| Angola        | 3   | 3 | 1 | 0 | 2 | 10 | 10 | 0   |
| África do Sul | 0   | 3 | 0 | 0 | 3 | 7  | 39 | -32 |

| 20 Setembro 2013 | Angola | 8-2 | África do Sul                                         | Pav. Luanda |
| 20:00            | 0-1 Anacleto Silva "Kirro" 4' 1ªP 0-2 João Pinto "Mustang" 5' 1ªP 0-3 João Pinto "Mustang" 9' 1ªP 0-4 Humberto Mendes "Big" 13' 1ªP 0-5 Martin Payero 17' 1ªP 1-6 João Vieira "JoHe" LD 7' 2ªP 1-7 Martin Payero 11' 2ªP 2-8 João Vieira "JoHe" GP 18' 2ªP |     | 1-5 Adilson Correia 6' 2ªP 2-7 Michael Guerra 15' 2ªP |             |

| 22 Setembro 2013 | Portugal | 5-3 | Chile                                                                                                   | Pav. Luanda |
| 21:15            | 1-0 Luís Viana "Zorro" 18' 1ªP 2-1 Luís Viana "Zorro" GP 0'31" 2ªP 3-1 Luís Viana "Zorro" GP 4' 2ªP 4-1 D. Rafael "Chiquinho" 4' 2ªP 5-2 João Rodrigues 6' 2ªP |     | 1-1 Nicolás Fernandez GP 19'45" 1ªP 4-2 Nicolás Fernandez LD 10ªF 5' 2ªP 5-3 Nicolás Carmona GP 16' 2ªP |             |

| 23 Setembro 2013 | África do Sul                                   | 2-21 | Portugal | Pav. Luanda |
| 18:30            | 1-6 Justín da Costa 1ªP 2-14 Leandro Araújo 2ªP |      | 0-1 Jorge Silva 1ªP 0-2 Jorge Silva 1ªP 0-3 Ricardo Barreiros 1ªP 0-4 Gonçalo Alves 1ªP 0-5 João Rodrigues 1ªP 0-6 João Rodrigues 1ªP 1-7 João Rodrigues 1ªP 1-8 João Rodrigues 1ªP 1-9 Diogo Rafael 2ªP 1-10 Jorge Silva 2ªP 1-11 Jorge Silva 2ªP 1-12 Ricardo Barreiros 2ªP 1-13 Jorge Silva 2ªP 1-14 Jorge Silva 2ªP 2-15 Jorge Silva 2ªP 2-16 Luis Viana 2ªP 2-17 Luis Viana 2ªP 2-18 Helder Nunes LD 2ªP 2-19 Luis Viana 2ªP 2-20 Luis Viana 2ªP 2-21 João Rodrigues 2ªP |             |

| 23 Setembro 2013 | Chile                 | 1-1 | Angola                   | Pav. Luanda |
| 20:30            | 1-1 Filipe Castro 2ªP |     | 0-1 João Veira "Johe"1ªP |             |

|                                           |     | Penalidades                                        |  |
| Juan Dias 2-1 Filipe Castro 3-1 Fernandes | 2-0 | João Vieira "Johe" André Centeno Big Martin Payero |  |

| 24 Setembro 2013 | África do Sul | 3-10 | Chile | Pav. Luanda |
| 16:00            |               |      |       |             |

| 24 Setembro 2013 | Angola                    | 1-5 | Portugal | Pav. Luanda |
| 21:15            | 1-2 Martin Payero 18' 1ªP |     | 0-1 Ricardo Barreiros 3' 1ªP 0-2 Ricardo Barreiros 6' 1ªP 1-3 Diogo Rafael "Chiquinho" 5' 2ªP 1-4 Hélder Nunes 10' 2ªP 1-5 Luís Viana "Zorro" LD 10ªF 19'35 2ªP |             |

### Grupo D
| Seleções       | Pts | J | V | E | D | GM | GS | DG  |
| -------------- | --- | - | - | - | - | -- | -- | --- |
| Itália         | 9   | 3 | 3 | 0 | 0 | 19 | 4  | +15 |
| Moçambique     | 6   | 3 | 2 | 0 | 1 | 10 | 7  | +3  |
| Estados Unidos | 3   | 3 | 1 | 0 | 2 | 9  | 20 | -11 |
| Colômbia       | 0   | 3 | 0 | 0 | 3 | 10 | 17 | -7  |

| 22 Setembro 2013 | Estados Unidos                                                                                               | 4-4 | Colômbia | Pav. Namibe |
| 15:00            | 0-1 Shaun Schmelcher 6' 1ªP 2-1 Shane Enlow 9' 1ªP 3-3 Dylan Sordahl 19' 1ªP 4-4 Shaun Schmelcher 19'32" 2ªP |     | 0-1 Daniel Restrepo 2' 1ªP 2-2 Jonathan Orozco 14' 1ªP 2-3 Camilo Trujillo 16' 1ªP 3-4 Esteban Campo 3' 2ªP |             |

| |     | Penalidades |  |
| 5-4 Josh Englund Nic Robinson Shaun Schmelcher Lucas Thompson 6-5 Dylan Sordahl ----- MORTE SÚBITA ----- 7-6 Josh Englund | 7-6 | 5-4 Camilo Trujillo Esteban Campo 5-5 Daniel Restrepo José Naranjo 6-6 Raúl Raigosa ----- MORTE SÚBITA ----- 7-6 Raúl Raigosa |  |

| 22 Setembro 2013 | Itália                                                                                            | 4-1 | Moçambique              | Pav. Namibe |
| 20:15            | 1-0 Miguel Nicolas 10' 1ªP 2-0 Gaston de Oro 5' 2ªP 3-0 Miguel Nicolas 2ªP 4-1 Davide Motaran 2ªP |     | 2-1 Nuno Araújo 11' 2ªP |             |

| 23 Setembro 2013 | Moçambique                                                                            | 4-2 | Estados Unidos          | Pav. Namibe |
| 18:30            | 1-1 Bruno Pinto "Serodio" 2-1 Ivan Esculudes GP 3-1 Bruno Pinto 4-1 Ivan Esculudes GP |     | 0-1 Sordhal 4-2 Sordhal |             |

| 23 Setembro 2013 | Colômbia                             | 3-5 | Itália                                                               | Pav. Namibe |
| 20:15            | Hincapie (1) Acosta (1) Trujillo (1) |     | Cocco (2) Gaston D´Oro LD (1) Nicoletti (1) Frederico Ambrosio LD(1) |             |

| 24 Setembro 2013 | Colômbia                | 1-5 | Moçambique | Pav. Namibe |
| 18:30            | 1-2 Camilo Trujillo 1ªP |     | 0-1 Nuno Araújo 1ªP 0-2 Mário "Marinho" Rodrigues GP 1ªP 1-3 Nuno Araújo LD 10ªF 16' 1ªP 1-4 Mário "Marinho" Rodrigues 19'22' 2ªP 1-5 Mário "Marinho" Rodrigues 19'34 2ªP |             |

| 24 Setembro 2013 | Estados Unidos | 0-10 | Itália | Pav. Namibe |
| 20:15            |                |      | 0-1 Diego Nicoletti 2' 1ªP 0-2 Federico Ambrosio 1ªP 0-3 Federico Ambrosio 12' 1ªP 0-4 Gaston de Oro LD 16' 1ªP 0-5 Gaston de Oro 17' 1ªP 0-6 Mattia Cocco 18' 1ªP 0-7 Sergio Festa 6' 2ªP 0-8 Mattia Cocco 11' 2ªP 0-9 Domenico Iluzzi 14' 2ªP 0-10 Miguel Nicolas 19'59" 2ªP |             |

## Fase Final

### Segunda fase
Jogos disputados no Pavilhão Multidesportivo de Luanda.
|  | Quartas de final        | Quartas de final        |                         |          | Semifinais     | Semifinais     |  |  | Final                   | Final |
|  |                         |                         |                         |          |                |                |  |  |                         |       |
|  | J29 - 26 Setembro 17:15 |                         |                         |          |                |                |  |  |                         |       |
|  |                         |                         |                         |          |                |                |  |  |                         |       |
|  | Espanha                 | 5                       |                         |          |                |                |  |  |                         |       |
|  | Espanha                 | 5                       | J39 - 27 Setembro 19:15 |          |                |                |  |  |                         |       |
|  | França                  | 3                       |                         |          |                |                |  |  |                         |       |
|  | França                  | 3                       | Espanha                 | 7        |                |                |  |  |                         |       |
|  | J32 - 26 Setembro 19:15 |                         | Espanha                 | 7        |                |                |  |  |                         |       |
|  |                         | Chile                   | 0                       |          |                |                |  |  |                         |       |
|  | Itália                  | Chile                   | 0                       | 1 (1ap)  |                |                |  |  |                         |       |
|  | Itália                  |                         | J48 - 28 Setembro 21:15 | 1 (1ap)  |                |                |  |  |                         |       |
|  | Chile                   | 1 (2ap)                 |                         |          |                |                |  |  |                         |       |
|  | Chile                   | 1 (2ap)                 | Espanha                 | 4        |                |                |  |  |                         |       |
|  | J30 - 26 Setembro 15:15 |                         | Espanha                 | 4        |                |                |  |  |                         |       |
|  |                         | Argentina               | 3                       |          |                |                |  |  |                         |       |
|  | Argentina               | Argentina               | 3                       | 9        |                |                |  |  |                         |       |
|  | Argentina               | J40 - 27 Setembro 21:15 |                         | 9        |                |                |  |  |                         |       |
|  | Brasil                  | 5                       |                         |          |                |                |  |  |                         |       |
|  | Brasil                  | 5                       | Argentina               | 0(1ap)   | Terceiro lugar | Terceiro lugar |  |  |                         |       |
|  | J31 - 26 Setembro 21:15 |                         | Argentina               | 0(1ap)   | Terceiro lugar | Terceiro lugar |  |  |                         |       |
|  |                         | Portugal                | 0(0ap)                  |          |                |                |  |  |                         |       |
|  | Portugal                | Portugal                | 0(0ap)                  | 6        | Chile          | 3              |  |  |                         |       |
|  | Portugal                |                         |                         | 6        | Chile          | 3              |  |  |                         |       |
|  | Moçambique              | 0                       |                         | Portugal | 10             |                |  |  |                         |       |
|  | Moçambique              | 0                       |                         |          | 10             |                |  |  |                         |       |
|  |                         |                         |                         |          |                |                |  |  | J47 - 28 Setembro 19:15 |       |
|  |                         |                         |                         |          |                |                |  |  |                         |       |

#### Quartos de Final
| 26 Setembro 2013 | Argentina | 9-5 | Brasil | Pav. Luanda |
| 15:15            | 1-2 Carlos Nicolia 1ªP 2-2 Emanuel Garcia 1ªP 3-3 Emanuel Garcia LD 16' 1ªP 4-3 Matias Platero 18' 1ªP 5-3 Emanuel Garcia 19' 1ªP 6-5 Carlos Lopez "Carlitos" 10' 2ªP 7-5 Carlos Lopez "Carlitos" 10' 2ªP 8-5 Emanuel Garcia LD 14' 2ªP 9-5 Matias Pascual 17' 2ªP |     | 0-1 Cláudio Filho "Cacau" 1ªP 0-2 Jurandir da Silva "Didi" 1ªP 2-3 Cláudio Filho "Cacau" 8' 1ªP 5-4 Bruno Matos 2' 2ªP 5-5 Cláudio Filho "Cacau" 8' 2ªP |             |

| 26 Setembro 2013 | Espanha | 5-3 | França                                                                        | Pav. Luanda |
| 17:15            | 1-0 Marc Gual GP 3' 1ªP 2-0 Jordi Adroher 13' 1ªP 3-0 Jordi Bargallo 16' 1ªP 4-0 Toni Perez 2' 2ªP 5-2 Jordi Bargallo 13' 2ªP |     | 4-1 Florent David GP 4' 2ªP 4-2 Wilfred Roux 11' 2ªP 5-3 Wilfred Roux 15' 2ªP |             |

| 26 Setembro 2013 | Itália                     | 1-1 (1-2 ap) | Chile                                             | Pav. Luanda |
| 15:15            | 1-1 Diego Nicoletti LD 2ªP |              | 0-1 Nicolas Carmona LD 2ªP 2-1 Fernandez 2ªP Prol |             |

| 26 Setembro 2013 | Portugal | 6-0 | Moçambique | Pav. Luanda |
| 15:15            | 1-0 Valter Neves 3' 1ªP 2-0 Diogo Rafael "Chiquinho" 9' 1ªP 3-0 Jorge Silva 13' 1ªP 4-0 João Rodrigues 18' 1ªP 5-0 Jorge Silva 17' 2ªP 6-0 Gonçalo Alves 18' 2ªPPascual 17' 2ªP |     |            |             |

#### Meias Finais
| 27 Setembro 2013 | Espanha | 7-0 | Chile | Pav. Luanda |
| 19:15            | 1-0 Jordi Adroher 13' 1ªP 2-0 Jordi Bargalló 13' 1ªP 3-0 Pedro Gil LD 15' 1ªP 4-0 Toni Perez 6' 2ªP 5-0 Marc Gual 7' 2ªP 6-0 Josep "Jepi" Selva 17' 2ªP 7-0 Enric Torner GP 17' 2ªP |     |       |             |

| 27 Setembro 2013 | Argentina                                  | 0-0 (1-0 ap) | Portugal | Pav. Luanda |
| 21:15            | 0-1 Carlos Nicolía 3' 1ªP Prol golo d'ouro |              |          |             |

#### 3º e 4º Lugar
| 28 Setembro 2013 | Portugal | 10 - 3 | Chile                                                                               | Pav. Luanda |
| 19:15            | 1-0 Ricardo Barreiros 3' 1ªP 2-0 Gonçalo Alves 11' 1ªP 3-0 Jorge Silva 13' 1ªP 4-0 Gonçalo Alves 14' 1ªP 5-0 Jorge Silva 19' 1ªP 6-0 Jorge Silva 4' 2ªP 7-1 Ricardo Barreiros 6' 2ªP 8-3 Diogo Rafael 18' 2ªP 9-3 Gonçalo Alves 18' 2ªP 10-3 Gonçalo Alves 18' 2ªP |        | 1-6 Felipe Castro 5' 2ªP 7-2 Nicolas Fernández 6' 2ªP 7-3 Nicolas Fernández 17' 2ªP |             |

#### Final
| 28 Setembro 2013 | Espanha                                                                                        | 4 - 3 | Argentina                                                                        | Pav. Luanda |
| 21:15            | 1-0 Jordi Adroher 3' 1ªP 2-0 Jordi Bargalló 10' 1ªP 3-0 Marc Gual 4' 2ªP 4-3 Pedro Gil 17' 2ªP |       | 3-1 Carlos Nicolia 12' 2ªP 3-2 Matias Platero 16' 2ªP 3-3 Carlos Nicolia 17' 2ªP |             |

### 5º–8º Lugar
Jogos disputados no Pavilhão Multidesportivo de Luanda.
|  | Semifinais              | Semifinais              |   |                         | 5º lugar                | 5º lugar |  |
|  |                         |                         |   |                         |                         |          |  |
|  | J37 - 27 Setembro 15:15 |                         |   |                         |                         |          |  |
|  | França                  | 5                       |   |                         |                         |          |  |
|  | Itália                  | 6                       |   |                         |                         |          |  |
|  |                         |                         |   |                         |                         |          |  |
|  |                         |                         |   |                         | J46 - 28 Setembro 17:15 |          |  |
|  |                         |                         |   |                         | Itália                  | 2        |  |
|  |                         | Brasil                  | 1 |                         |                         |          |  |
|  |                         |                         |   |                         |                         |          |  |
|  |                         |                         |   |                         |                         |          |  |
|  |                         |                         |   |                         | 7º lugar                |          |  |
|  | J38 - 27 Setembro 17:15 | J38 - 27 Setembro 17:15 |   | J45 - 28 Setembro 15:15 | J45 - 28 Setembro 15:15 |          |  |
|  | Brasil                  | 7                       |   | França                  | 4                       |          |  |
|  | Moçambique              | 5                       |   |                         | Moçambique              | 5        |  |

### 9º–16º lugar
Jogos disputados no Pavilhão Multidesportivo de Namibe.
|  | Quartas de final        | Quartas de final        |                         |          | Eliminatória  | Eliminatória |  |  | 9º lugar                | 9º lugar |
|  |                         |                         |                         |          |               |              |  |  |                         |          |
|  | J25 - 26 Setembro 15:00 |                         |                         |          |               |              |  |  |                         |          |
|  |                         |                         |                         |          |               |              |  |  |                         |          |
|  | Suíça                   | 16                      |                         |          |               |              |  |  |                         |          |
|  | Suíça                   | 16                      | J35 - 27 Setembro 18:30 |          |               |              |  |  |                         |          |
|  | Uruguai                 | 2                       |                         |          |               |              |  |  |                         |          |
|  | Uruguai                 | 2                       | Suíça                   | 4        |               |              |  |  |                         |          |
|  | J28 - 26 Setembro 18:30 |                         | Suíça                   | 4        |               |              |  |  |                         |          |
|  |                         | África do Sul           | 2                       |          |               |              |  |  |                         |          |
|  | Estados Unidos          | África do Sul           | 2                       | 4        |               |              |  |  |                         |          |
|  | Estados Unidos          |                         | J44 - 28 Setembro 14:15 | 4        |               |              |  |  |                         |          |
|  | África do Sul           | 6                       |                         |          |               |              |  |  |                         |          |
|  | África do Sul           | 6                       | Suíça                   | 1        |               |              |  |  |                         |          |
|  | J26 - 26 Setembro 16:45 |                         | Suíça                   | 1        |               |              |  |  |                         |          |
|  |                         | Angola                  | 6                       |          |               |              |  |  |                         |          |
|  | Alemanha                | Angola                  | 6                       | 12       |               |              |  |  |                         |          |
|  | Alemanha                | J36 - 27 Setembro 20:15 |                         | 12       |               |              |  |  |                         |          |
|  | Áustria                 | 3                       |                         |          |               |              |  |  |                         |          |
|  | Áustria                 | 3                       | Alemanha                | 1        | 11º lugar     | 11º lugar    |  |  |                         |          |
|  | J27 - 26 Setembro 20:15 |                         | Alemanha                | 1        | 11º lugar     | 11º lugar    |  |  |                         |          |
|  |                         | Angola                  | 4                       |          |               |              |  |  |                         |          |
|  | Angola                  | Angola                  | 4                       | 6        | África do Sul | 3            |  |  |                         |          |
|  | Angola                  |                         |                         | 6        | África do Sul | 3            |  |  |                         |          |
|  | Colômbia                | 3                       |                         | Alemanha | 6             |              |  |  |                         |          |
|  | Colômbia                | 3                       |                         |          | 6             |              |  |  |                         |          |
|  |                         |                         |                         |          |               |              |  |  | J43 - 28 Setembro 12:30 |          |
|  |                         |                         |                         |          |               |              |  |  |                         |          |

### 13º–16º lugar
Jogos disputados no Pavilhão Multidesportivo de Namibe.
|  | Semifinais              | Semifinais              |   |                         | 13º lugar               | 13º lugar |  |
|  |                         |                         |   |                         |                         |           |  |
|  | J33 - 27 Setembro 15:00 |                         |   |                         |                         |           |  |
|  | Uruguai                 | 3                       |   |                         |                         |           |  |
|  | Estados Unidos          | 6                       |   |                         |                         |           |  |
|  |                         |                         |   |                         |                         |           |  |
|  |                         |                         |   |                         | J42 - 28 Setembro 10:45 |           |  |
|  |                         |                         |   |                         | Estados Unidos          | 1         |  |
|  |                         | Colômbia                | 6 |                         |                         |           |  |
|  |                         |                         |   |                         |                         |           |  |
|  |                         |                         |   |                         |                         |           |  |
|  |                         |                         |   |                         | 15º lugar               |           |  |
|  | J34 - 27 Setembro 16:45 | J34 - 27 Setembro 16:45 |   | J41 - 28 Setembro 09:00 | J41 - 28 Setembro 09:00 |           |  |
|  | Áustria                 | 3                       |   | Uruguai                 | 1                       |           |  |
|  | Colômbia                | 7                       |   |                         | Áustria                 | 5         |  |